# Jamesbrittenia
Jamesbrittenia är ett släkte av flenörtsväxter. Jamesbrittenia ingår i familjen flenörtsväxter.

## Dottertaxa tillJamesbrittenia, i alfabetisk ordning[1]
- Jamesbrittenia accrescens
- Jamesbrittenia acutiloba
- Jamesbrittenia adpressa
- Jamesbrittenia albanensis
- Jamesbrittenia albiflora
- Jamesbrittenia albobadia
- Jamesbrittenia albomarginata
- Jamesbrittenia amplexicaulis
- Jamesbrittenia angolensis
- Jamesbrittenia argentea
- Jamesbrittenia aridicola
- Jamesbrittenia aspalathoides
- Jamesbrittenia aspleniifolia
- Jamesbrittenia atropurpurea
- Jamesbrittenia aurantiaca
- Jamesbrittenia barbata
- Jamesbrittenia bergae
- Jamesbrittenia beverlyana
- Jamesbrittenia bicolor
- Jamesbrittenia breviflora
- Jamesbrittenia burkeana
- Jamesbrittenia calciphila
- Jamesbrittenia candida
- Jamesbrittenia canescens
- Jamesbrittenia carvalhoi
- Jamesbrittenia chenopodioides
- Jamesbrittenia concinna
- Jamesbrittenia crassicaulis
- Jamesbrittenia dentatisepala
- Jamesbrittenia dissecta
- Jamesbrittenia dolomitica
- Jamesbrittenia elegantissima
- Jamesbrittenia filicaulis
- Jamesbrittenia fimbriata
- Jamesbrittenia fleckii
- Jamesbrittenia fodina
- Jamesbrittenia foliolosa
- Jamesbrittenia fragilis
- Jamesbrittenia fruticosa
- Jamesbrittenia giessii
- Jamesbrittenia glutinosa
- Jamesbrittenia grandiflora
- Jamesbrittenia hereroensis
- Jamesbrittenia heucherifolia
- Jamesbrittenia huillana
- Jamesbrittenia incisa
- Jamesbrittenia integerrima
- Jamesbrittenia jurassica
- Jamesbrittenia kraussiana
- Jamesbrittenia lesutica
- Jamesbrittenia lyperioides
- Jamesbrittenia macrantha
- Jamesbrittenia major
- Jamesbrittenia maritima
- Jamesbrittenia maxii
- Jamesbrittenia megadenia
- Jamesbrittenia megaphylla
- Jamesbrittenia merxmuelleri
- Jamesbrittenia micrantha
- Jamesbrittenia microphylla
- Jamesbrittenia montana
- Jamesbrittenia multisecta
- Jamesbrittenia myriantha
- Jamesbrittenia namaquensis
- Jamesbrittenia pallida
- Jamesbrittenia pedunculosa
- Jamesbrittenia phlogiflora
- Jamesbrittenia pilgeriana
- Jamesbrittenia pinnatifida
- Jamesbrittenia primuliflora
- Jamesbrittenia pristisepala
- Jamesbrittenia racemosa
- Jamesbrittenia ramosissima
- Jamesbrittenia sessilifolia
- Jamesbrittenia silenoides
- Jamesbrittenia stellata
- Jamesbrittenia stricta
- Jamesbrittenia tenella
- Jamesbrittenia tenuifolia
- Jamesbrittenia thunbergii
- Jamesbrittenia tortuosa
- Jamesbrittenia tysonii
- Jamesbrittenia zambesica
- Jamesbrittenia zuurbergensis